# Lissothuria ornata
Lissothuria ornata is een zeekomkommer uit de familie Psolidae.
De wetenschappelijke naam van de soort werd in 1867 gepubliceerd door Addison Emery Verrill.